# Caltech Submillimeter Observatory
Caltech Submillimeter Observatory (CSO) – radioteleskop o średnicy 10,4 m, znajdujący się obok teleskopu Jamesa Clerka Maxwella (JCMT) na wulkanie Mauna Kea na Hawajach. Prowadzi obserwacje w paśmie submilimetrowym.

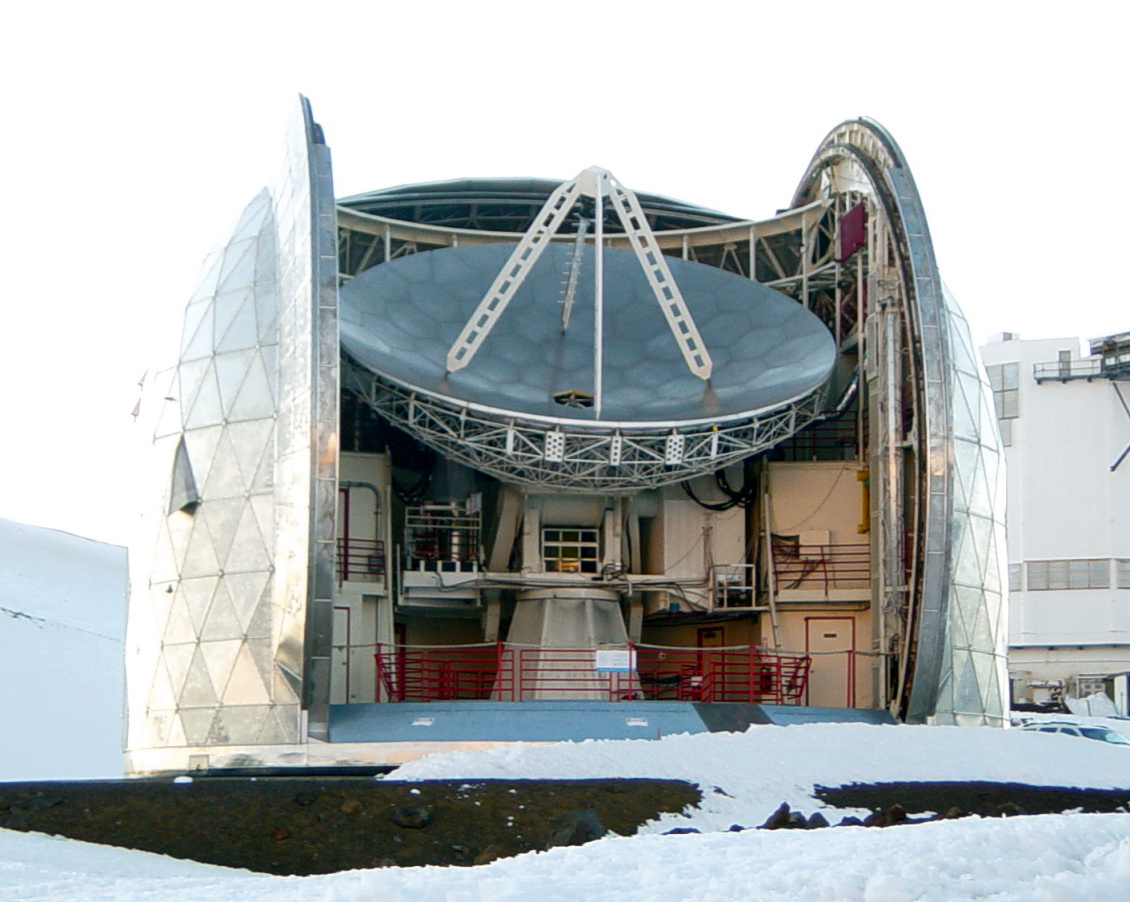
Teleskop CSO z otwartą kopułą

Teleskopy CSO i JCMT zostały połączone w celu zbudowania pierwszego, submilimetrowego interferometru. Sukces tego eksperymentu był kluczowym czynnikiem do budowy sieci radioteleskopów Atacama Large Millimeter Array.
30 kwietnia 2009 Caltech ogłosił plan demontażu CSO i przeniesienia badań do teleskopu następnej generacji Cerro Chajnantor Atacama Telescope w Chile. Demontaż zaplanowany jest na lata 2016-2018.